# Список депо метрополитена Хельсинки
В этой статье представлен список депо в Хельсинкском метрополитене.
| Электродепо  | Статус      | Дата открытия                                                                                   | Линии  | Вагоны |
| ------------ | ----------- | ----------------------------------------------------------------------------------------------- | ------ | ------ |
| Роихупелто   | Действующий | 10 ноября 1971 года. (обслуживает метрополитен с 1 июня 1982 года) \|\| Первая \|\| M100, M200. |        |        |
| Саммалвуорен | Строящийся  | с 2020 года                                                                                     | Первая | -      |

Сейчас действует единственное депо Роихупелто, которое действует с момента запуска метрополитена, расположено депо между станциями Итякескус и Сийлитие. К 2020 году откроют ещё одно депо Саммалвуорен вместе со втором участком Хельсинкского метрополитена в Эспоо (Länsimetro), будет располагаться депо между строящимися станциями Кивенлахти и Эспоонлахти в городе Эспоо.